# BT Волка
BT Волка (лат. BT Lupi) — одиночная переменная звезда в созвездии Волка на расстоянии (вычисленном из значения параллакса) приблизительно 23180 световых лет (около 7107 парсеков) от Солнца. Видимая звёздная величина звезды — от менее +16m до +13,9m.

## Характеристики
BT Волка — оранжевая пульсирующая переменная звезда, мирида (M) спектрального класса K. Эффективная температура — около 3697 K.